# マーク・ミリガン
マーク・ダニエル・ミリガン（Mark Daniel Milligan, 1985年8月4日 - ）は、オーストラリア・ニューサウスウェールズ州シドニー出身の元サッカー選手、サッカー指導者。元オーストラリア代表。現役時代のポジションはディフェンダー、ディフェンシブハーフ。

## 経歴

### クラブ
2006年5月、A代表未経験ながら2006 FIFAワールドカップのメンバーに選ばれた（この時点での国内組はミリガンとセントラルコースト・マリナーズFCのマイケル・ビューチャンプの2名のみで、ビューチャンプはW杯後1.FCニュルンベルクへレンタル移籍しており、ミリガンは唯一W杯後も国内でプレーする選手となった）。
07年のアジアカップ後、ミリガンは所属クラブの許可を得ずに欧州クラブのトライアルを受けにヨーロッパへと向かった。フランスのクラブであるRCランスやFCメスと接触を図るが、その翌日メスのトライアルでのゲームにおいて、右サイドバックでプレーさせられそうであった事に失望し試合前に立ち去った。結局、翌日には、ミリガンは帰国しシドニーFCでプレイを続けると報道された。
しかしその後も非EU圏国籍であるにも関わらずミリガンにはアーセナルなどのプレミア勢、ランスやFCポルト、ヴェルダー・ブレーメンといったクラブとの接触は続いた。2008年にはニューカッスル・ジェッツと七週間のゲストプレーヤー契約を結んだ。
2009年には中国の上海申花と3年契約を結び、初の国外クラブでのプレーを経験し、上海申花での初ゴールはACLグループリーグでの鹿島アントラーズ戦（1-1）であった。
2010年には、ジェフユナイテッド市原・千葉へ移籍した。千葉移籍後はスローインから毎年アシストを決めている。2012年は、メルボルン・ビクトリーへ期限付き移籍した。同年3月には移籍期間満了に伴い千葉に復帰するも、同年7月に契約解除となって退団した。
2012年7月12日、期限付き移籍したメルボルン・ビクトリーへ完全移籍した。
2015年6月24日、UAEのバニーヤースSCに移籍することを公式発表した。その決断に至った理由について、ミリガンは「正しいタイミングだった」と話し、お金も一つの原因だったと話した。
2017年7月31日、メルボルン・ビクトリーに復帰。
2018年1月28日、アル・アハリ・ジッダへ移籍した。移籍金は100万ドル。
2019年7月、サウスエンド・ユナイテッドFCへ移籍。
2020年7月31日、2020-21シーズンからAリーグ・メンに参戦するマッカーサーFCにマーキー・プレーヤーとして加入。10月23日には初代キャプテンに任命された。
2021年6月2日、2020-21シーズン終了後に現役を引退することが発表された。引退後もコーチとしてクラブに残留する。

### 代表
U-23オーストラリア代表ではキャプテンを務めていた。
07年のアジアカップの日本戦では高原直泰の同点ゴールにつながるクリアミスをした。08年には初めてW杯予選の代表メンバーに選ばれるが、練習で鼻骨を骨折したためチームから離脱することになった。2013年7月、東アジアカップ2013のオーストラリア代表に選出された。2019年のアジアカップにも召集された。
2019年12月9日、代表を引退することが発表された。

### 指導者
2021年12月20日、ナショナル・プレミア・リーグスNSWのセント・ジョージFC監督に就任。
2022年6月1日、男子チームのアシスタントコーチとしてアデレード・ユナイテッドFCに加入。
2025年1月5日、海外での挑戦のためアデレード・ユナイテッドを退団。news.com.auはピーター・クラモフスキー率いるマレーシア代表のコーチングスタッフに加わると報じている。
2025年5月6日、2年契約でニューカッスル・ジェッツFC監督に就任。

## プレースタイル
向かい風でも50メートルは飛ぶというロングスローを武器とする。

## 個人成績
| 国内大会個人成績 | 国内大会個人成績 | 国内大会個人成績 | 国内大会個人成績 | 国内大会個人成績 | 国内大会個人成績 | 国内大会個人成績 | 国内大会個人成績 | 国内大会個人成績 | 国内大会個人成績 | 国内大会個人成績 | 国内大会個人成績 |
| 年度             | クラブ           | 背番号           | リーグ           | リーグ戦         | リーグ戦         | リーグ杯         | リーグ杯         | オープン杯       | オープン杯       | 期間通算         | 期間通算         |
| 年度             | クラブ           | 背番号           | リーグ           | 出場             | 得点             | 出場             | 得点             | 出場             | 得点             | 出場             | 得点             |
| オーストラリア   | オーストラリア   | オーストラリア   | オーストラリア   | リーグ戦         | リーグ戦         | リーグ杯         | リーグ杯         | FFA杯            | FFA杯            | 期間通算         | 期間通算         |
| ---------------- | ---------------- | ---------------- | ---------------- | ---------------- | ---------------- | ---------------- | ---------------- | ---------------- | ---------------- | ---------------- | ---------------- |
| 2002-03          | ノーザン         |                  | NSL              | 3                | 0                | -                | -                | -                | -                | 3                | 0                |
| 2003-04          | ノーザン         |                  | NSL              | 13               | 1                | -                | -                | -                | -                | 13               | 1                |
| 2004-05          | ブラックタウン   |                  | NSL              | 9                | 5                | -                | -                | -                | -                | 9                | 5                |
| 2005-06          | シドニー         | 16               | Aリーグ          | 10               | 1                | 3                | 0                | -                | -                | 13               | 1                |
| 2006-07          | シドニー         | 16               | Aリーグ          | 17               | 0                | 3                | 1                | 5                | 0                | 25               | 1                |
| 2007-08          | シドニー         | 16               | Aリーグ          | 15               | 0                | 2                | 0                | -                | -                | 17               | 0                |
| 2008-09          | ニューカッスルJ  | 26               | Aリーグ          | 11               | 1                | 0                | 0                | -                | -                | 11               | 1                |
| 中国             | 中国             | 中国             | 中国             | リーグ戦         | リーグ戦         | リーグ杯         | リーグ杯         | FA杯             | FA杯             | 期間通算         | 期間通算         |
| 2009             | 上海申花         | 3                | 超級             | 25               | 1                | 0                | 0                | 5                | 1                | 30               | 2                |
| 日本             | 日本             | 日本             | 日本             | リーグ戦         | リーグ戦         | リーグ杯         | リーグ杯         | 天皇杯           | 天皇杯           | 期間通算         | 期間通算         |
| 2010             | 千葉             | 5                | J2               | 15               | 0                | -                | -                | 0                | 0                | 15               | 0                |
| 2011             | 千葉             | 5                | J2               | 29               | 1                | -                | -                | 2                | 0                | 31               | 1                |
| オーストラリア   | オーストラリア   | オーストラリア   | オーストラリア   | リーグ戦         | リーグ戦         | リーグ杯         | リーグ杯         | FFA杯            | FFA杯            | 期間通算         | 期間通算         |
| 2011-12          | メルボルンV      | 5                | Aリーグ          | 10               | 1                | -                | -                | -                | -                | 10               | 1                |
| 日本             | 日本             | 日本             | 日本             | リーグ戦         | リーグ戦         | リーグ杯         | リーグ杯         | 天皇杯           | 天皇杯           | 期間通算         | 期間通算         |
| 2012             | 千葉             | 6                | J2               | 9                | 2                | -                | -                | -                | -                | 9                | 2                |
| オーストラリア   | オーストラリア   | オーストラリア   | オーストラリア   | リーグ戦         | リーグ戦         | リーグ杯         | リーグ杯         | FFA杯            | FFA杯            | 期間通算         | 期間通算         |
| 2012-13          | メルボルンV      | 5                | Aリーグ          | 20               | 8                | -                | -                | -                | -                | 20               | 8                |
| 2013-14          | メルボルンV      | 5                | Aリーグ          | 19               | 4                | -                | -                | -                | -                | 19               | 4                |
| 2014-15          | メルボルンV      | 5                | Aリーグ          |                  |                  | -                | -                | -                | -                |                  |                  |
| 通算             | 豪州             | 豪州             | Aリーグ          | 102              | 15               | 8                | 1                | 5                | 0                | 115              | 16               |
| 通算             | 豪州             | 豪州             | NSL              | 25               | 6                | -                | -                | -                | -                | 25               | 6                |
| 通算             | 中国             | 中国             | 超級             | 25               | 1                | 0                | 0                | 5                | 1                | 30               | 2                |
| 通算             | 日本             | 日本             | J2               | 53               | 3                | -                | -                | 2                | 0                | 55               | 3                |
| 総通算           | 総通算           | 総通算           | 総通算           | 205              | 25               | 8                | 1                | 12               | 1                | 225              | 27               |

その他の公式戦
- 2013年
  - Aリーグ ファイナルシリーズ 2試合1得点
- 2014年
  - Aリーグ ファイナルシリーズ 2試合0得点

## 代表歴
- A代表初出場 - 2006年6月7日 リヒテンシュタイン代表戦
- A代表初得点 - 2010年3月3日 インドネシア代表戦

### 出場大会
- U-20オーストラリア代表
- U-23オーストラリア代表
  - 2008年 - 北京オリンピック・オーストラリア代表（グループリーグ敗退）
- オーストラリア代表
  - 2006年 - 2006 FIFAワールドカップ（ベスト16）
  - 2007年 - AFCアジアカップ2007（ベスト8）
  - 2008年 - 北京オリンピック（グループリーグ敗退）
  - 2010年 - 2010 FIFAワールドカップ（グループリーグ敗退）
  - 2013年 - 東アジアカップ2013（4位）
  - 2014年 - 2014 FIFAワールドカップ（グループリーグ敗退）
  - 2015年 - AFCアジアカップ2015（優勝）

### 試合数
- 国際Aマッチ 80試合 5得点（2006年-2019年）[15]

| オーストラリア代表 | 国際Aマッチ | 国際Aマッチ |
| 年                 | 出場        | 得点        |
| ------------------ | ----------- | ----------- |
| 2006               | 3           | 0           |
| 2007               | 2           | 0           |
| 2008               | 1           | 0           |
| 2009               | 2           | 0           |
| 2010               | 2           | 1           |
| 2011               | 2           | 0           |
| 2012               | 6           | 1           |
| 2013               | 8           | 0           |
| 2014               | 7           | 0           |
| 2015               | 11          | 2           |
| 2016               | 9           | 0           |
| 2017               | 11          | 1           |
| 2018               | 10          | 0           |
| 2019               | 6           | 0           |
| 通算               | 80          | 5           |

### 代表での得点
| #  | 開催年月日    | 開催地               | 対戦国       | スコア | 結果 | 試合概要                             |
| -- | ------------- | -------------------- | ------------ | ------ | ---- | ------------------------------------ |
| 1. | 2010年3月10日 | ブリスベン           | インドネシア | 1–0    | 1–0  | AFCアジアカップ2011予選              |
| 2. | 2012年12月7日 | 香港                 | グアム       | 8–0    | 9–0  | 東アジアカップ2013予選               |
| 3. | 2015年1月13日 | シドニー             | オマーン     | 3–0    | 4–0  | AFCアジアカップ2015                  |
| 4. | 2015年9月8日  | ドゥシャンベ         | タジキスタン | 0–1    | 0–3  | 2014 FIFAワールドカップ予選          |
| 5. | 2016年3月24日 | アデレード           | タジキスタン | 3–0    | 7–0  | 2014 FIFAワールドカップ予選          |
| 6. | 2017年6月22日 | サンクトペテルブルク | カメルーン   | 1–1    | 1–1  | FIFAコンフェデレーションズカップ2017 |

## タイトル

### クラブ
シドニーFC
- Aリーグ：2005-06

メルボルン・ビクトリーFC
- Aリーグ：2014-15
- Aリーグ ファイナルズ：2015

### 代表
オーストラリア代表
- AFCアジアカップ：2015
- OFC U-20選手権：2005